# Fricker-Piedmont-Gletscher
Der Friecker-Piedmont-Gletscher ist ein 12 km langer und 6 km breiter Vorlandgletscher auf der Ostseite der Adelaide-Insel westlich der Antarktischen Halbinsel. Er wird durch Gletscher gespeist, die vom Mount Reeves und Mount Bouvier abfließen, und nimmt die Küstenlinie entlang des Barlas-Kanals ein.
Das UK Antarctic Place-Names Committee benannte ihn 2020 nach der britischen Glaziologin Helen Amanda Fricker (* 1969) von der Scripps Institution of Oceanography, die unter anderem maßgeblich an der satellitengestützten Dickenmessung des antarktischen und grönländischen Eisschilds beteiligt war.